# 808 (číslo)
Osm set osm je přirozené číslo. Následuje po čísle osm set sedm a předchází číslu osm set devět. Římskými číslicemi se zapisuje DCCCVIII a řeckými číslicemi ωη.

## Matematika
808 je:
- Deficientní číslo
- Složené číslo
- Nešťastné číslo

## Astronomie
- (808) Merxia je planetka hlavního pásu, kterou objevil v roce 1901 Luigi Carnera

## Ostatní
- +808 je mezinárodní telefonní předvolba vyhrazená pro služby se sdílenou cenou

## Roky
- 808
- 808 př. n. l.